# Un vice secret
Un vice secret (A Secret Vice) est une conférence de l'auteur et philologue britannique J. R. R. Tolkien présentée en 1931, révisée une vingtaine d'années plus tard et éditée depuis dans plusieurs recueils.
La conférence traite des langues construites en général et du lien entre la mythologie et les langues. Tolkien oppose les langues auxiliaires avec les langues imaginaires créées pour des « besoins esthétiques ». Il y parle également d'euphonie, citant particulièrement les langages grec, finnois et gallois comme des « langues qui ont des formes linguistiques très caractéristiques et chacune à sa manière magnifique ».
J. R. R. Tolkien illustre les relations entre la mythologie et le langage par les différentes langues créées par lui et utilisées dans l'univers de la Terre du Milieu, particulièrement le qenya et le noldorin, ancêtres respectifs, dans l'élaboration par Tolkien de ses langues, du quenya et du sindarin. Sont présentés trois poèmes en qenya, Oilima Markirya (« La Dernière Arche »), Nieninque et Earendel, ainsi que huit passages de noldorin.